# RK-55 Granat
RK-55 Granat (rusky: РК-55 Гранат, kód NATO: SSC-X-4 Slingshot, index GRAU: 3K10) byla sovětská ze země odpalovaná střela s plochou dráhou letu, zavedená do služby roku 1984 a vyřazená na základě odzbrojovacích smluv.
Námořní verze systému, opatřená konvenční hlavicí a odpalovaná z ponorek, nese označení S-10 Granat (kód NATO: SS-N-21 Sampson, index GRAU: 3M10). Pozemní verze systému byla odpalována z osmikolového transportéru MAZ 543, z ponorek byla vypouštěna z jejich 533mm torpédometů. RK-55 je velmi podobná střele vzduch země označené jako Ch-55 (AS-15 'Kent'), ale Ch-55 má dvouproudový motor a byla navržena v kanceláři MKB Raduga; jsou jí vybaveny stroje typu Tu-95MS-16 či Tu-160.
Střelu vyvinula v 70. a 80. letech konstrukční kancelář MKB Raduga jako doplněk balistických raket středního doletu, vhodný proti vzdáleným strategickým cílům u kterých jsou předem známy souřadnice. Na konci 80. let byly střelami Granat vybaveny jaderné ponorky tříd Projekt 671RTM, Projekt 971, Projekt 945 a Projekt 667. Po rozpadu Sovětského svazu byly vyřazeny střely s jadernou hlavicí, jinak je systém stále v provozu.
Střela má délku 6,4 metru, průměr 0,51 metru, rozpětí ploch 3,1 metru a startovní hmotnost 1700 kg. Startuje pomocí raketového motoru a poté se pohybuje pomocí dvouproudového motoru TVD-50. Střela může nést konvenční hlavicí o hmotnosti 400 kg či jadernou hlavici o ekvivalentu 200 kilotun TNT. Dolet střely je 3000 km. Nejvyšší rychlost je 0,9 M.